# 弗內斯維爾 (印地安納州)
弗內斯維爾（英語：Furnessville）是位於美國印地安納州波特縣的一個非建制地區。

## 地理
弗內斯維爾所處的海拔為高於海平面201米（即659英呎），而該地所採用的時區為UTC-6，即北美中部時區（CST）。同時該地設有夏令時間，為UTC-6調快一小時，即UTC-5（CDT）。